# Peter van Dievoet

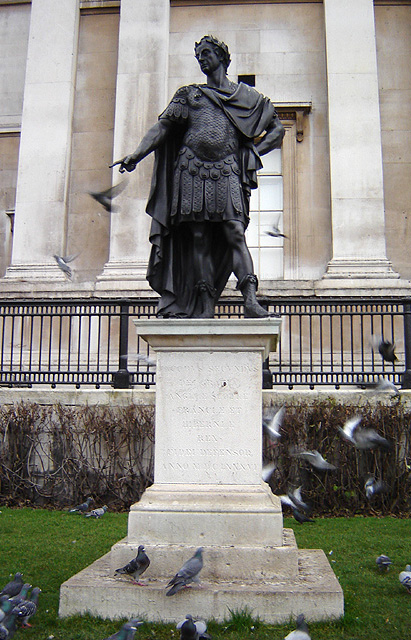
König James II. in London, Trafalgar Square, Skulptur von Peter van Dievoet, 1686.

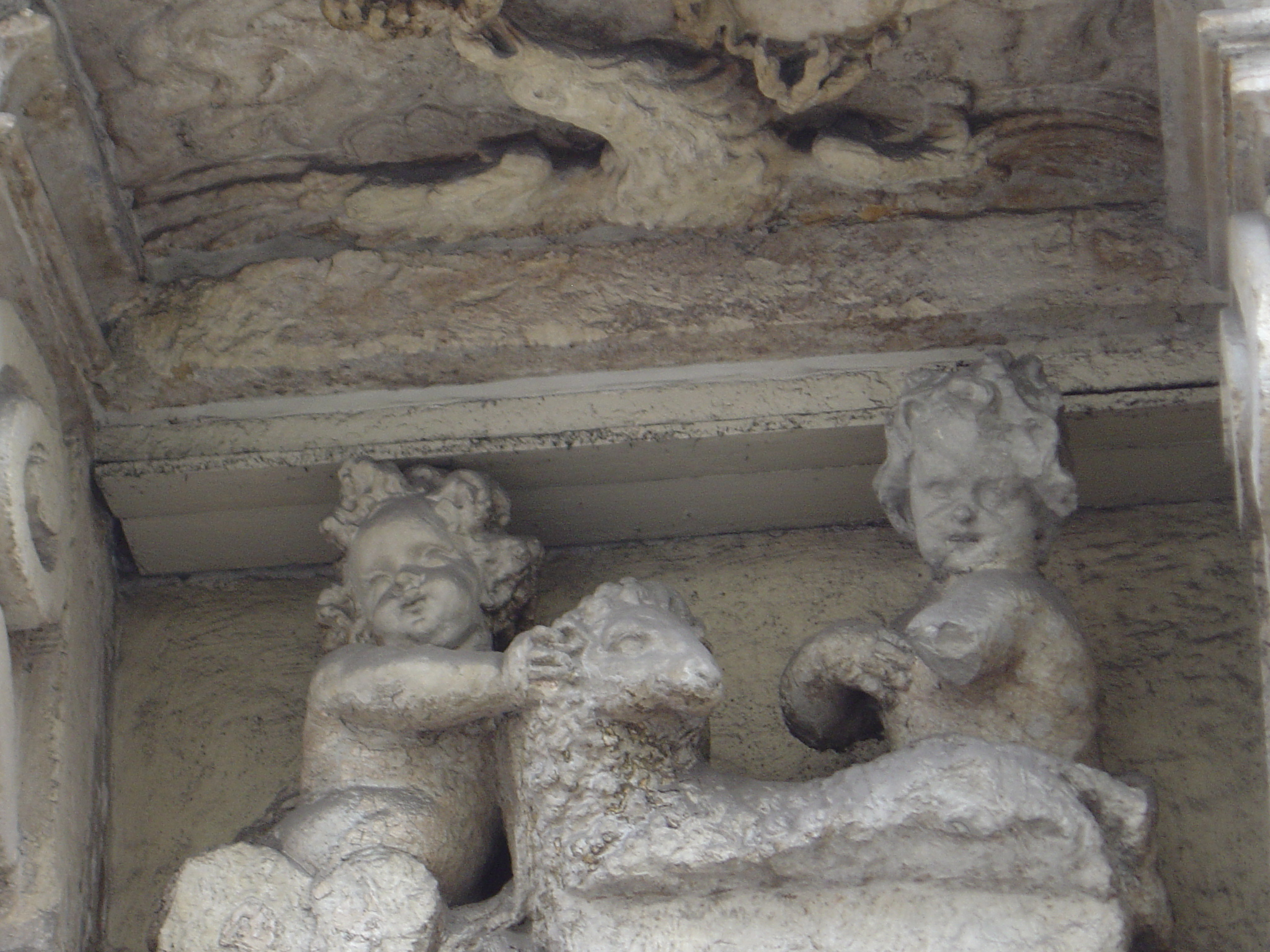
Sculpture Das weisse Lämmchen in Brüssel, von Peter van Dievoet, 1696.

Wappen von Peter van Dievoet.

Peter van Dievoet (* 1661 in Brüssel; † 2. März 1729 ebenda) war ein Bildhauer.

## Leben
Nach einem Praktikum in London im Studio von Grinling Gibbons kehrte er nach Brüssel zurück, wo er für den Wiederaufbau des Grand-Place/Grote Markt viele Skulpturen geschaffen hat.
Er war der Bruder des Goldschmieds Philipp van Dievoet, der Goldschmied und Berater von König Ludwig XIV. war.
Die letzten Original-Skulpturen von Peter van Dievoet in der Tradition von Duquesnoy waren in Brüssel zu finden. Viele fielen dem Abriss von Altbauten (der „Brüsselisierung“) während der 1960er bis in die 1980er Jahre zum Opfer.